# フランソワ・ラブレー
フランソワ・ラブレー（フランス語: François Rabelais フランス語: [fʁɑ̃swa ʁablɛ]、 1483年? - 1553年4月9日）は、フランス・ルネサンスを代表する人文主義者、作家、医師。ヒポクラテスの医書を研究したことで著名となり、次いで中世の巨人伝説に題材を取った騎士道物語のパロディー『ガルガンチュワ物語』と『パンタグリュエル物語』（『ガルガンチュワとパンタグリュエル』）で知られる。これらは糞尿譚から古典の膨大な知識までを散りばめ、ソルボンヌや教会など既成の権威を風刺した内容を含んでいたため禁書とされた。

## 生涯

### 生い立ち

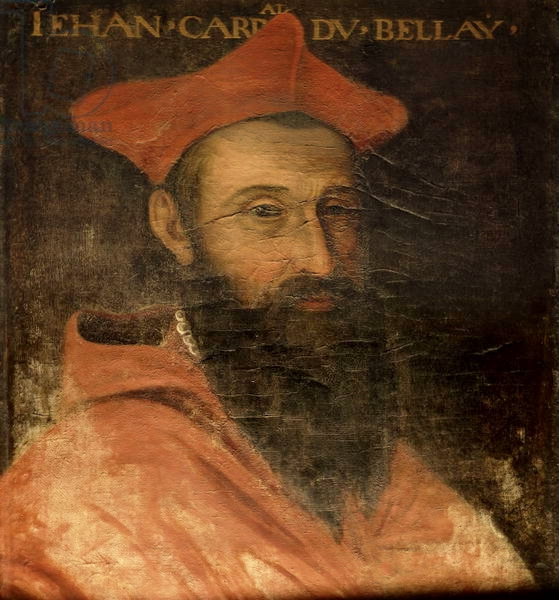
ジャン・デュ・ベレー枢機卿

経歴には不明な点が多い。中部フランスのロワール川流域の町シノン近郊の村で、法服貴族出身で国王直轄シノン裁判所付き弁護士、ブルジョア地主の父アントワーヌ・ラブレーの三男として生まれる。ベネディクト会修道院で初等教育を受け、1511年頃にラ・ボーメットのフランチェスコ会修道院に入る。

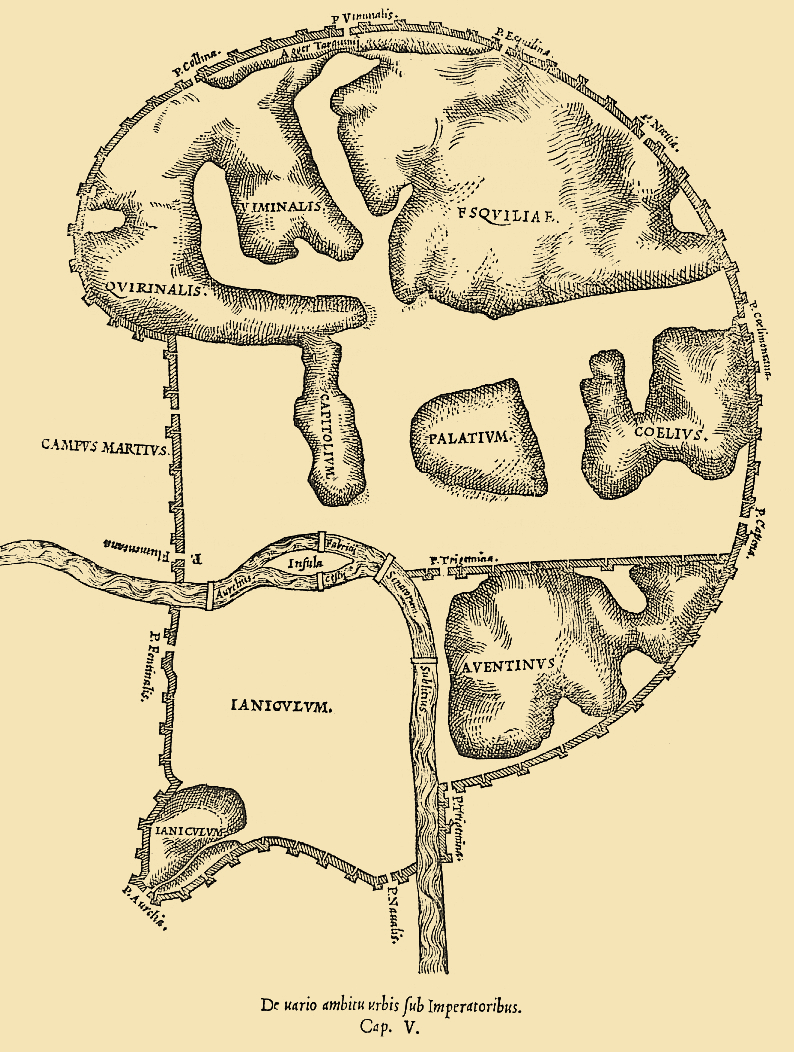
マリアーニの地誌、ローマ出版

1520年頃にはポワトゥー州フォントネー＝ル＝コントにある、フランチェスコ会の厳修会派に属するピュイ=サン=マルタン修道院に在籍し、哲学、神学、ギリシア語を学び、この地の法学者アンドレ・チラコーのサークルにも出入りしていた。しかし当時のギリシャ語習得への逆風のため、マイユゼのベネディクト会修道院に転籍する。1524年には、チラコー『婚姻の掟』に「チラコー讃」を掲載。この頃ヘロドトス『歴史』のラテン語訳を試みる。1525年頃にはリギュージェの付属修道院にいて、ポワチエの詩人ジャン・ブウシェから作詩の手ほどきを受けた。1528年から30年頃まではパリに滞在し、2児を儲けたとみられる。1530年にモンペリエ大学医学部に入り得業士となり、1531年の講義実習においてヒポクラテス『箴言集』、ガレノス『医術について』を（ラテン語でなく）ギリシア語原典によって述べ、聴講者を多く集めた。1532年にはヒポクラテス、ガレノスをラテン語に翻訳して出版の盛んだったリヨンから出版し、リヨン市立慈善病院の医師として勤務を始める。

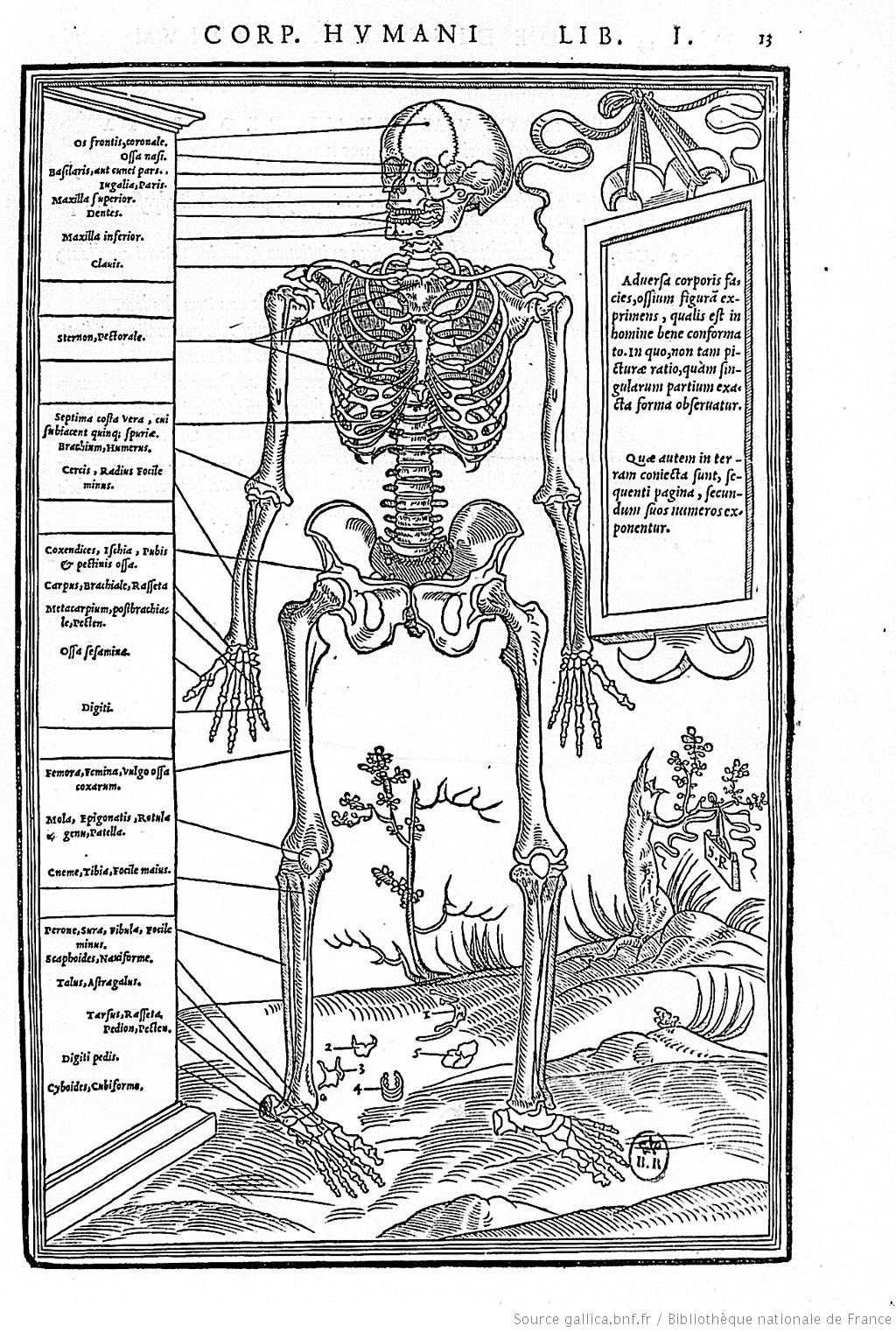
シャルル・エチエンヌの解剖書、ラブレーの重要な知識源

### 人文主義者としての活動
1532年に民間伝承中の巨人ガルガンチュワを題材にした、作者不明の短い物語『ガルガンチュワ大年代記』が出版され、評判となった。ラブレーはこれの続編の形式で、当時は未発達であったフランス語を用い、やはり中世民間伝説で小悪魔的存在と知られていたパンタグリュエルをガルガンチュワの息子として設定した『パンタグリュエル物語』を、アルコフリバス・ナジェ（Alcofrybas Nasier）のペンネーム（本名のアナグラム）で刊行。続いて当時の占星術のパロディである小冊子『1533年用のパンタグリュエル占い』を発行する。

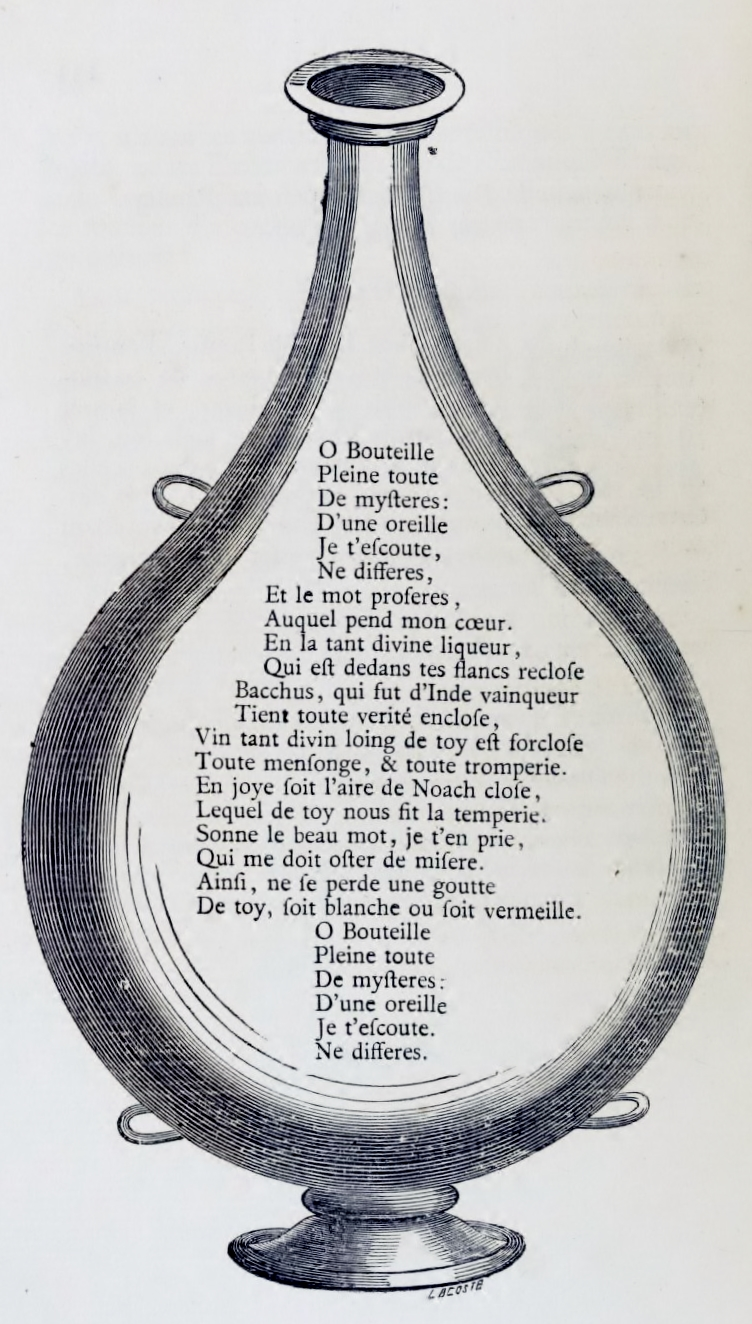
「巫女バベックの予言」の項、原版

1534年にフランソワ1世の重臣ジャン・デュ・ベレーの知遇を得て、侍医としてローマに同行するなどしていた。またパンタグリュエルの父親について上書きする『ガルガンチュワ物語』を執筆する。しかし1534年の檄文事件により身の危険を感じて一時期姿をくらますが、1535年にはイタリアに旅行して、還俗して医学の道に進んだことの赦免をローマ教皇パウルス3世に願い出て認められ、1536年にはパリ郊外サン＝モール＝デ＝フォセのベネディクト会修道院に属する。
1537年にはモンペリエ大学で医学博士号を取得。1538年にはフランソワ1世とカール5世によるエーグ=モルト会談に立ち会うなど、政治世界にも関わり続ける。また作品中で激しく批判したソルボンヌや教会の圧力による出版禁止を避けるために、『ガルガンチュワ』『パンタグリュエル』の表現を和らげた改訂版を1542年に出すが、両書は翌1543年の禁書目録に掲載されてしまう。1546年には続編の『第三の書』を本名で執筆し、国王の「特認」という出版独占権をお墨付きに得て出版するが、禁書目録の増補版に入れられる。このためロレーヌ地方のメスに逃れて、市の医師として勤務するが、ジャン・デュ・ベレーに懇願して政界に復帰。

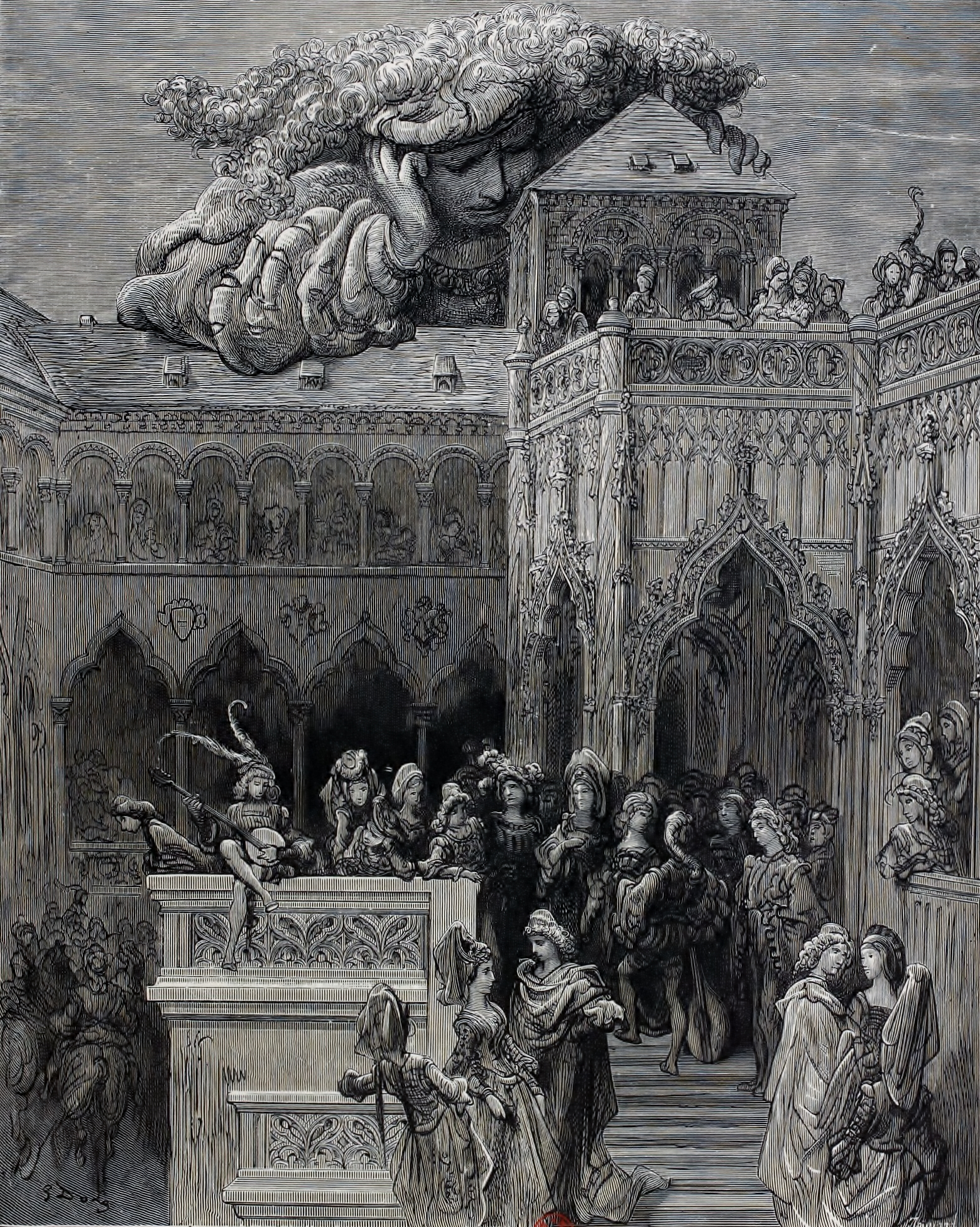
男女平等を謳った章。ドレの挿画

1548年にローマ駐在全権大使として出発したデュ・ベレーに同行し、その途中に立ち寄ったと見られるリヨンの出版社から『第四の書』の未完成原稿（「不完全版」）が出版されてしまう。その後オデ・ド・シャチヨン枢機卿の知遇を得て、1550年にその尽力により、今度は自著の出版を10年間許可するという国王アンリ2世の「特認」を得る。そして1552年に改めて『第四の書』完全版をパリで出版。この「特認」は当時のフランス国教会とローマ教皇庁の対立において、ラブレーがフランス王権側であると認められたためともされ、『第四の書』の「前口上」でもアンリ2世を褒め讃え、作品中のローマ教会批判も激烈なものとなっている。1551年にはムードンのサン＝マルタンの司祭職を与えられたが、他者に貸与して職には就かなかった。1553年に死去。パリのサン＝ポール教会に埋葬されたとされるが、墓地も現存していない。
死後の1564年に未発表原稿の『第五の書』が出版されるが、本当にラブレーの作品かどうかは議論がある。さらに1562年にも『未発表、鐘鳴島、フランソワ・ラブレー先生作』という本が出版されているが偽書とみられている。
デジデリウス・エラスムス宛の書簡で「あなたの学識ある乳房で育った」と書くなど、深い敬愛を抱いており、作品にも『痴愚神礼讃』など多くの引用を取り入れている。スコラ哲学や修道士への批判は当時の宗教改革勢力と共鳴するが、後にジャン・カルヴァンはリベルタン（放蕩者libertins）として批判した。

### 生没年
『ガルガンチュワ』等著作内の記述に基づき1494年生まれ、また1553年以降に消息不明であることから同年没、と長い間考えられてきた（アベル・ルフランによる推測）。近年ラブレーの兄による遺産相続記録が発見され、1553年に死去したことが判明した。70歳で没という記録も考えあわせて、1483年生まれであるという推測が有力である。

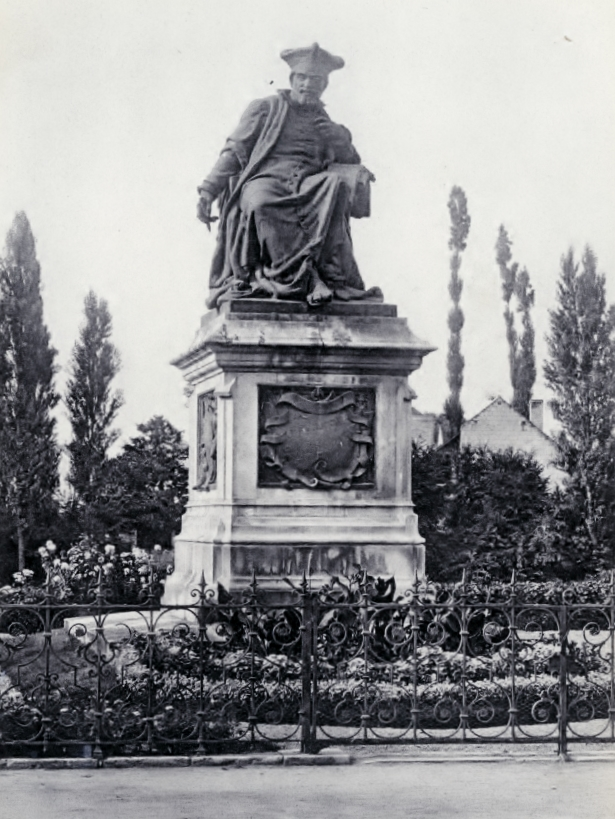
生地のシノンにあるラブレー像、(作)ピエール＝ウジェーヌ＝エミール・エベール

### 略年譜
- 1511年頃　修道院に入る
- 1528年頃　修道院を出て放浪
- 1530年　修道院に無断でモンペリエ大学に登録、その後医学部を卒業
- 1532年　リヨンの病院に勤める
この年、ヒポクラテスなどギリシア語医学書のラテン語訳を出版、また同年（？）『パンタグリュエル物語』を筆名で出版
- 1534年　1回目のローマ訪問
同年（あるいは1535年？）　筆名で『ガルガンチュワ物語』出版
- 1535-1536年　枢機卿の秘書兼侍医として2回目のローマ訪問
この際パウルス3世より、（1528年頃に）無断で修道院を離れたことの赦免を得た
- 1537年　医学博士号を授与される
- 1538年　フランソワ1世とカール5世の会談に同席（イタリア戦争参照）
- 1542年　『パンタグリュエル』『ガルガンチュワ物語』に手を加えて再刊
- 1543年　パリ大学より禁書処分を受ける（「禁書目録」に掲載される）
- 1546年　『第三之書』を本名で出版
- 1548年　『第四之書』（途中の章までの不完全版）出版
この頃から1550年までローマに滞在（？）
- 1550年　パリ郊外に戻る
- 1552年　『第四之書』（完全版）出版
- 1553年　消息不明となり、この年死去
- 1564年　『第五之書』出版

偽書とも、ラブレーの遺稿をもとにして別人が加筆して出版したのではないかとも言われる。

## 作品

### 著作一覧
出版順

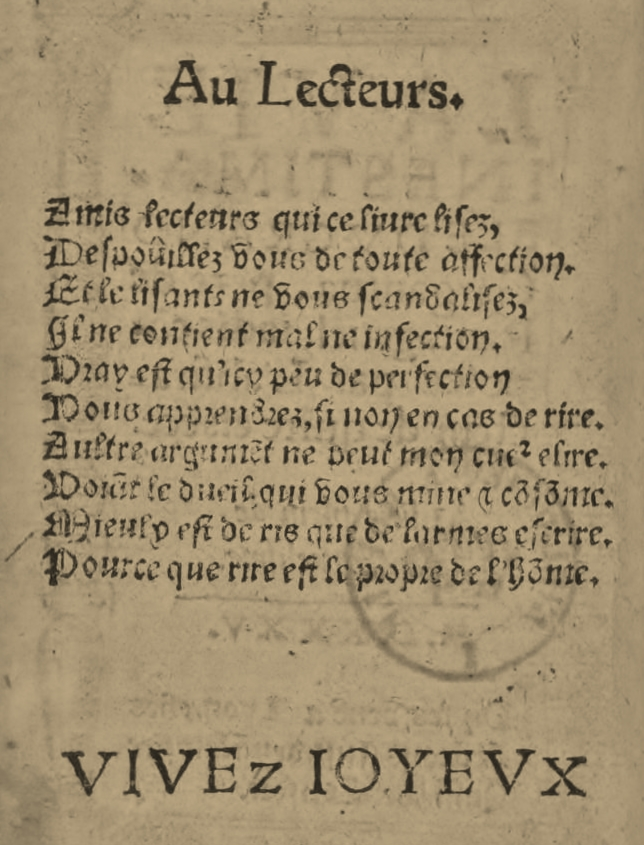
「ガルガンチュワ」初版

- パンタグリュエル Pantagruel（魁偉なる巨人ガルガンチュワの息子にして乾喉国王、その名宇内に高きパンタグリュエルの畏怖驚倒すべき言行武勲の物語[5] Les horribles et épouvantables faits et prouesses du très renommé Pantagruel Roi des Dipsodes, fils du Grand Géant Gargantua）1532年
- パンタグリュエル占い Pantagrueline Prognostication 1532、35、37、38年、及び万年用（1542年）
- ガルガンチュワ Gargantua（パンタグリュエルの父、大ガルガンチュワの無双の生涯の物語[6] La vie très horrifique du grand Gargantua, père de Pantagruel, fils de Grandgousier）1534年
- 戦略論、別名ランジェ侯の武勲と策略 Stratagemes, c'est à dire prouesses et ruses de guerre du preux et celebre chevalier de Langey 1542年（ラブレーがラテン語で記し、クロード・マシュオによりフランス語訳）
- 第三の書 Le Tiers Livre 1546年
- 模擬戦記 1549年（ジャン・デュ・ベレーがアンリ二世の次男誕生を祝ってローマで行った模擬戦の模様を綴ったもの）
- 第四の書 Le Quart Livre 1552年

偽書の疑いがあるもの
- パンタグリュエルの弟子（パニュルジェ航海記） 1538年[7]
- 鐘鳴丘 1562年
- 第五の書 Le Cinquième Livre 1564年

翻訳
- 『ヒポクラテスならびにガレノス文集』1532年
- マナルディ『医学書簡第二巻』1532年
- マルリヤーニ『古代ローマ地誌』1534年

### 日本語訳
- 渡辺一夫訳[8]『ガルガンチュワ物語 第一之書』『パンタグリュエル物語 第二之書〜第五之書』

白水社, 1943-1964年、新装復刊1995年／岩波文庫（改訳版）, 1973-1975年、改版2012年（電子書籍版, 2014年）
- 宮下志朗訳『ガルガンチュア』『パンタグリュエル』『第三の書』『第四の書』『第五の書』、筑摩書房〈ちくま文庫〉, 2005-2012年（電子書籍版, 2019年）

## 伝記研究
- マイケル・スクリーチ『ラブレー　笑いと叡智のルネサンス』 平野隆文訳、白水社、2009年 - 著者はタイモン・スクリーチの父
- ミハイル・バフチン『フランソワ・ラブレーの作品と中世・ルネサンスの民衆文化』
川端香男里訳、せりか書房、1974年、新版1988年
杉里直人訳 「ミハイル・バフチン全著作 第7巻」水声社、2007年
- リュシアン・フェーヴル『ラブレーの宗教　16世紀における不信仰の問題』
高橋薫訳、法政大学出版局〈叢書・ウニベルシタス〉、2003年
- 渡辺一夫『ラブレー雑考　著作集 第1・2巻』 筑摩書房[9]